# Tetralogia epicka
Tetralogia epicka – cykl czterech utworów prozą Cypriana Kamila Norwida z lat 1882-1883.

## Zawartość
Na cykl składają się:
1. Ostatnia z bajek
2. Stygmat
3. «Ad leones»
4. Tajemnica lorda Singelworth

## Charakterystyka
Pod tekstem Stygmatu autor umieścił datę: 1883, co pozwala na określenie przybliżonej daty powstania całego cyklu na przełom 1882 i 1883. Genezą powstania cyklu była próba uzyskania pieniędzy na wyjazd do Włoch dla poratowania zdrowia, zagrożonego rozwijającą się gruźlicą. W liście z ok. 15 marca 1883 do Edwarda Bykowskiego poeta informował o zakończeniu pracy nad opowiadaniami i zamiarze sprzedania 1000 egzemplarzy po franku, co odjąwszy koszty, dawałoby 700 franków zysku. Realizacji projektu przeszkodził brak funduszy i niespodziewana śmierć poety w dwa miesiące później.
Tekst utworów, zapisanych na 87 luźnych kartach różnego formatu, ujętych w tekturową okładzinę i włożonych do dużej żółtej koperty przekazał Wacław Gasztowtt Zenonowi Przesmyckiemu. Przesmycki publikował je w kolejnych numerach Chimery: w 1901:  «Ad leones», w 1902: Ostatnią z bajek i  Tajemnicę lorda Singelworth, w 1904: Stygmat.